# Chrysaora fulgida
Chrysaora fulgida is een schijfkwal uit de familie Pelagiidae. De kwal komt uit het geslacht Chrysaora. Chrysaora fulgida werd in 1830 voor het eerst wetenschappelijk beschreven door Reynaud. 